# Islamic Solidarity Games 2013/Leichtathletik
Bei den Islamic Solidarity Games 2013 wurden zwischen dem 25. und 29. September 40 Wettbewerbe im Gelora-Sriwijaya-Stadion in der indonesischen Großstadt Palembang in der Leichtathletik ausgetragen. Bei der zweiten Austragung der Spiele wurden erstmals auch Bewerbe für Frauen durchgeführt.

## Ergebnisse

### Männer

#### 100 m
| Platz | Athlet                    | Land | Zeit (s) |
| ----- | ------------------------- | ---- | -------- |
| 1     | Reza Ghasemi              | IRN  | 10,29    |
| 2     | Barakat al-Harthi         | OMA  | 10,34    |
| 3     | Fahhad Mohammed al-Subaie | KSA  | 10,37 SB |
| 4     | Idrissa Adam              | CMR  | 10,47    |
| 5     | Amr Ibrahim Mostafa Seoud | EGY  | 10,56    |
| 6     | Adama Jammeh              | GAM  | 10,59    |
| 7     | Umutcan Emektaş           | TUR  | 10,59 SB |
| 8     | Abdelghani Zaghali        | MAR  | 10,69    |

Finale: 25. September
Wind: 0,0 m/s

#### 200 m
| Platz             | Athlet                    | Land | Zeit (s)  |
| ----------------- | ------------------------- | ---- | --------- |
| 1                 | Fahhad Mohammed al-Subaie | KSA  | 20,74 NJR |
| 2                 | Winston George            | GUY  | 20,77     |
| 3                 | Reza Ghasemi              | IRN  | 20,96     |
| 4                 | Idrissa Adam              | CMR  | 21,03     |
| 5                 | Adama Jammeh              | GAM  | 21,34     |
|                   | Abdelghani Zaghali        | MAR  | DNF       |
| Barakat al-Harthi | OMA                       | DSQ  |           |
| Mazen al-Yasen    | KSA                       | DSQ  |           |

Finale: 27. September
Wind: −0,4 m/s

#### 400 m
| Platz | Athlet              | Land | Zeit (s) |
| ----- | ------------------- | ---- | -------- |
| 1     | Youssef Masrahi     | KSA  | 45,18    |
| 2     | Winston George      | GUY  | 46,10 SB |
| 3     | Miloud Laaredj      | ALG  | 46,26 SB |
| 4     | Ismail al-Sabiani   | KSA  | 46,28    |
| 5     | Halit Kılıç         | TUR  | 46,96 SB |
| 6     | Ali Abd Salem       | LBY  | 47,79 PB |
| 7     | Abdul Rahim         | CMR  | 48,11    |
| 8     | Hassan Aman Salmeen | QAT  | 49,69    |

Finale: 26. September

#### 800 m
| Platz | Athlet                   | Land | Zeit (min) |
| ----- | ------------------------ | ---- | ---------- |
| 1     | Musaeb Abdulrahman Balla | QAT  | 1:44,19 GR |
| 2     | İlham Tanui Özbilen      | TUR  | 1:45,65    |
| 3     | Nader Belhanbel          | MAR  | 1:47,81    |
| 4     | Yusuf Saad Kamel         | BHR  | 1:48,27 SB |
| 5     | Yassine Hethat           | ALG  | 1:49,55    |
| 6     | Tarek Eshebli            | LBY  | 1:50,10    |
| 7     | Samir Jamaa              | MAR  | 1:53,13    |
|       | Abdulaziz Ladan Mohammed | KSA  | DSQ        |

Finale: 26. September
Dem ursprünglichen Sieger Abdulaziz Ladan Mohammed aus Saudi-Arabien wurde die Goldmedaille nachträglich wegen eines Dopingverstoßes aberkannt.

#### 1500 m
| Platz | Athlet              | Land | Zeit (min) |
| ----- | ------------------- | ---- | ---------- |
| 1     | İlham Tanui Özbilen | TUR  | 3:39,69 GR |
| 2     | Mohamed Moustaoui   | MAR  | 3:40,91    |
| 3     | Fouad el-Kaam       | MAR  | 3:41,20    |
| 4     | Abderrahmane Anou   | ALG  | 3:41,33    |
| 5     | Nour Imed Hamed     | KSA  | 3:42,18    |
| 6     | Khaled Giaeda       | LBY  | 3:42,78 PB |
| 7     | Adnan Taess Akkar   | IRQ  | 3:43,03 NR |
| 8     | Sajjad Moradi       | IRN  | 3:45,31    |

28. September

#### 5000 m
| Platz | Athlet            | Land | Zeit (min)  |
| ----- | ----------------- | ---- | ----------- |
| 1     | Hayle İbrahimov   | AZE  | 14:03,12 GR |
| 2     | Ali Kaya          | TUR  | 14:04,59    |
| 3     | Dejene Regassa    | BHR  | 14:09,34    |
| 4     | Abdullah al-Joud  | KSA  | 14:45,47    |
| 5     | Rabah Aboud       | ALG  | 14:48,48    |
|       | Othmane el-Goumri | MAR  | DSQ         |

28. September
Dem ursprünglichen Drittplatzierten Othmane el-Goumri aus Marokko wurde die Bronzemedaille nachträglich wegen eines Dopingverstoßes aberkannt.

#### 10.000 m
| Platz | Athlet            | Land | Zeit (min)  |
| ----- | ----------------- | ---- | ----------- |
| 1     | Ali Kaya          | TUR  | 29:36,64    |
| 2     | Mustapha el-Aziz  | MAR  | 29:50,64    |
| 3     | Ali Hasan Mahboob | BHR  | 29:55,85 SB |
| 4     | Hicham Bellani    | MAR  | 30:27,99    |
| 5     | Tilahun Əliyev    | AZE  | 31:02,90 SB |

25. September

#### 110 m Hürden
| Platz | Athlet                  | Land | Zeit (s) |
| ----- | ----------------------- | ---- | -------- |
| 1     | Ameer Shakir Aneed      | IRQ  | 13,89    |
| 1     | Abdulaziz al-Mandeel    | KUW  | 13,89    |
| 3     | Rayzam Shah Wan Sofian  | MAS  | 13,97    |
| 4     | Yaqoub Mohamed al-Youha | KUW  | 14,00 SB |
| 5     | Rami Ibrahim Kareem     | IRQ  | 14,17    |
| 6     | Mohd Robani Hassan      | MAS  | 14,18 SB |
| 7     | Mustafa Güneş           | TUR  | 14,46    |
| 8     | Rami Gharsalli          | TUN  | 14,69    |

25. September
Wind: +0,2 m/s

#### 400 m Hürden
| Platz | Athlet                   | Land | Zeit (s) |
| ----- | ------------------------ | ---- | -------- |
| 1     | Abdelmalik Lahoulou      | ALG  | 50,96    |
| 2     | Mehmet Güzel             | TUR  | 51,66 PB |
| 3     | Andrian                  | INA  | 51,82    |
| 4     | Saoud Mohamed Abdulkarim | VAE  | 52,32    |
| 5     | Ali Obaid Shirook        | VAE  | 52,43 SB |
| 6     | Muhamad Firdaus Mazalan  | MAS  | 53,71    |

27. September

#### 3000 m Hindernis
| Platz | Athlet                  | Land | Zeit (min) |
| ----- | ----------------------- | ---- | ---------- |
| 1     | Tarık Langat Akdağ      | TUR  | 8:28,79 GR |
| 2     | Hamid Ezzine            | MAR  | 8:37,46    |
| 3     | Tareq Mubarak Taher     | BHR  | 8:44,20    |
| 4     | Ahmad Foroud            | IRN  | 8:48,70 PB |
| 5     | Hicham Bouchicha        | ALG  | 8:48,71    |
| 6     | Saeed Abbas al-Thomali  | KSA  | 8:56,27    |
| 7     | Maaz Abdelrahman Shagag | QAT  | 9:02,10    |
| 8     | Ahmad Luth Hamizan      | MAS  | 9:54,47    |

26. September

#### 4 × 100 m Staffel
| Platz | Land          | Athleten                                                                          | Zeit (s) |
| ----- | ------------- | --------------------------------------------------------------------------------- | -------- |
| 1     | Oman          | Fahad Khamis al-Jabri Barakat al-Harthi Abdullah al-Sooli Mohamed Obaid al-Saadi  | 39,72 GR |
| 2     | Saudi-Arabien | Bandar Atia al-Kaabi Fahhad Mohammed al-Subaie Hamoud al-Wani Ahmed Fayez Marzouk | 40,20    |
| 3     | Indonesien    | Yaspy Bobi Sapwaturrahman Mohd Fadlin Abdullah Iswandi                            | 40,37    |
| 4     | Malaysia      | Aron Anchois Mohd Shahmimi Harith Ammar Rayzam Shah Wan Sofian                    | 40,43    |
|       | Türkei        | Mustafa Güneş Erkin Özkan Alper Kulaksız Umutcan Emektaş                          | DSQ      |
| Irak  |               | DNS                                                                               |          |

28. September

#### 4 × 400 m Staffel
| Platz | Land                         | Athleten                                                                      | Zeit (min) |
| ----- | ---------------------------- | ----------------------------------------------------------------------------- | ---------- |
| 1     | Saudi-Arabien                | Ismail al-Sabiani Mohammed Ali al-Bishi Mazen al-Yasen Youssef Masrahi        | 3:03,70 GR |
| 2     | Türkei                       | Batuhan Altıntaş Halit Kiliç Mehmet Güzel İlham Tanui Özbilen                 | 3:06,43    |
| 3     | Algerien                     | Miloud Laredj Lyes Sabri Abdelmalik Lahoulou Mohamed Belbachir                | 3:09,04    |
| 4     | Indonesien                   | Heru Astrianto Edi Ariansyah Deny Hadiwijaya Yacobus Leuwol                   | 3:11,21    |
| 5     | Vereinigte Arabische Emirate | Ibrahim Khalifa Mayuf Hassan Ahmed Ali Obaid Shirook Saoud Mohamed Abdulkarim | 3:13,33    |
| 6     | Libyen                       | Ali Abd Salem Aboubaker el-Gatrouni Khaled Giaeda Tarek Eshebli               | 3:13,42    |
|       | Irak                         |                                                                               | DNS        |

28. September

#### 20 km Gehen
| Platz                      | Athlet                    | Land | Zeit (h)   |
| -------------------------- | ------------------------- | ---- | ---------- |
| 1                          | Mabrook Saleh Mohamed     | QAT  | 1:31:26    |
| 2                          | Hakmali Sauda             | INA  | 1:34:23 SB |
| 3                          | Gabriel Ngnintedem        | CMR  | 1:39:52    |
| 4                          | Mohd Khairul Harith Harun | MAS  | 1:42:57    |
|                            | Lo Choon Sieng            | MAS  | DSQ        |
| Hendro                     | INA                       | DSQ  |            |
| Hussein Mohammed al-Khairi | QAT                       | DSQ  |            |
| Razzaq Abed Asmeer         | IRQ                       | DNS  |            |

29. September

#### Hochsprung
| Platz | Athlet                 | Land | Höhe (m) |
| ----- | ---------------------- | ---- | -------- |
| 1     | Keyvan Ghanbarzadeh    | IRN  | 2,20 =GR |
| 2     | Majd Eddin Ghazal      | SYR  | 2,20 =GR |
| 3     | Nauraj Singh Randhawa  | MAS  | 2,18     |
| 4     | Muamer Aissa Barsham   | QAT  | 2,16     |
| 5     | Hashem al-Oqaibi       | KSA  | 2,16 SB  |
| 6     | Fernand Djoumessi      | CMR  | 2,14     |
| 7     | Nawaf Ahmed al-Yami    | KSA  | 2,11     |
| 8     | Kavee-Alagan Anpalagan | MAS  | 2,05     |
| 8     | Serhat Birinci         | TUR  | 2,05     |

25. September

#### Stabhochsprung
| Platz | Athlet                | Land | Höhe (m) |
| ----- | --------------------- | ---- | -------- |
| 1     | Mouhcine Cheaouri     | MAR  | 5,10     |
| 2     | Mohsen Rabbani        | IRN  | 5,00     |
| 3     | Mohamed Amin Romdhana | TUN  | 4,90 SB  |
| 4     | Iskandar Alwi         | MAS  | 4,90     |
| 5     | Hussain Al Hizam      | KSA  | 4,60     |
| 6     | Hendri Setiawan       | INA  | 4,60     |
| 7     | Fahed al-Mershad      | KUW  | 4,60     |
| 8     | Ali al-Sabagha        | KUW  | 4,60     |

28. September

#### Weitsprung
| Platz | Athlet                    | Land | Weite (m) |
| ----- | ------------------------- | ---- | --------- |
| 1     | Ahmed Fayez Marzouk       | KSA  | 7,80      |
| 2     | Mohammad Arzandeh         | IRN  | 7,70      |
| 3     | Saleh al-Haddad           | KUW  | 7,66 SB   |
| 4     | Jassim Mustafa Abdulraouf | VAE  | 7,63      |
| 5     | Mohamed Fathalla Difallah | EGY  | 7,61      |
| 6     | Alper Kulaksız            | TUR  | 7,44      |
| 7     | Daniel Noval              | PHI  | 7,38 PB   |
| 8     | Rikwan Weleburun          | INA  | 7,16      |

26. September

#### Dreisprung
| Platz | Athlet                    | Land | Weite (m) |
| ----- | ------------------------- | ---- | --------- |
| 1     | Tarik Bouguetaïb          | MAR  | 16,29     |
| 2     | Mohamed Youssef al-Sahabi | BHR  | 15,90     |
| 3     | Aşkin Karaca              | TUR  | 15,76     |
| 4     | Abdullah Asril            | INA  | 15,73 PB  |
| 5     | Murad Ibadullayev         | AZE  | 15,69     |
| 6     | Mohamed Rihani            | LBY  | 15,28 PB  |
| 7     | Vincent Okot              | UGA  | 14,93     |
| 8     | Abdallah Mohamed al-Yoha  | KUW  | 14,89     |

28. September

#### Kugelstoßen
| Platz | Athlet                      | Land | Weite (m) |
| ----- | --------------------------- | ---- | --------- |
| 1     | Sultan al-Habashi           | KSA  | 18,65     |
| 2     | Meshari Saad Suroor         | KUW  | 18,59     |
| 3     | Hüseyin Atıcı               | TUR  | 18,56     |
| 4     | Hisham Abdelhamid Abdelaziz | EGY  | 17,79     |
| 5     | Yasser Farag                | EGY  | 17,23     |
| 6     | Hussein Adi Alifuddin       | MAS  | 16,18     |
| 7     | Krisna Wahyu                | INA  | 15,06     |

25. September

#### Diskuswurf
| Platz | Athlet                    | Land | Weite (m) |
| ----- | ------------------------- | ---- | --------- |
| 1     | Ehsan Hadadi              | IRN  | 66,03     |
| 2     | Mohammad Samimi           | IRN  | 62,19     |
| 3     | Irfan Yıldırım            | TUR  | 59,97     |
| 4     | Ercüment Olgundeniz       | TUR  | 58,77     |
| 5     | Sultan Mubarak al-Dawoodi | KSA  | 58,76     |
| 6     | Yasser Farag              | EGY  | 56,01     |
| 7     | Haidar Abdul Shadid       | IRQ  | 55,75     |
| 8     | Essa Mohamed al-Zenkawi   | KUW  | 54,80     |

26. September

#### Hammerwurf
| Platz                  | Athlet                       | Land | Weite (m) |
| ---------------------- | ---------------------------- | ---- | --------- |
| 1                      | Mostafa el-Gamel             | EGY  | 77,73     |
| 2                      | Ali Mohamed al-Zankawi       | KUW  | 76,68 SB  |
| 3                      | Dmitri Marşin                | AZE  | 70,52     |
| 4                      | Kaveh Mousavi                | IRN  | 68,01     |
| 5                      | Driss Barid                  | MAR  | 67,30     |
| 6                      | Jackie Wong Siew Cheer       | MAS  | 59,53 NR  |
|                        | Mohamed Abdulkarim al-Jawher | KUW  | NM        |
| Hassan Mohamed Mahmoud | EGY                          | DSQ  |           |

27. September
Der ursprünglich viertplatzierte Ägypter Hassan Mohamed Mahmoud wurde nachträglich wegen eines Dopingverstoßes disqualifiziert.

#### Speerwurf
| Platz | Athlet                     | Land | Weite (m) |
| ----- | -------------------------- | ---- | --------- |
| 1     | Ihab Abdelrahman           | EGY  | 78,96     |
| 2     | Fatih Avan                 | TUR  | 78,15     |
| 3     | Ahmed El-Shabramsly        | EGY  | 69,02     |
| 4     | Khamis Ghabish al-Outeibi  | OMA  | 62,99     |
| 5     | Abdullah al-Ameeri         | KUW  | 62,28     |
| 6     | Ali Mohamed al-Jadaani     | KSA  | 58,89     |
| 7     | Abdullah Mohamed al-Ghamdi | KSA  | 58,18     |
| 8     | Elchin Gasimov             | AZE  | 47,94     |

27. September

### Frauen

#### 100 m
| Platz | Athletin                | Land | Zeit (s) |
| ----- | ----------------------- | ---- | -------- |
| 1     | Maryam Tousi            | IRN  | 10,67 NR |
| 2     | Nimet Karakuş           | TUR  | 12,11    |
| 3     | Shelly Komalam          | MAS  | 12,11    |
| 4     | Saliha Özyurt           | TUR  | 12,29    |
| 5     | Valeriya Balyanina      | AZE  | 12,34 SB |
| 6     | Mazoon al-Alawi         | OMA  | 12,65    |
| 7     | Mildred Gamba           | UGA  | 12,79    |
| 8     | Shinoona Salah al-Habsi | OMA  | 13,14    |

Finale: 25. September
Wind: −0,3 m/s

#### 200 m
| Platz | Athletin                | Land | Zeit (s) |
| ----- | ----------------------- | ---- | -------- |
| 1     | Maryam Tousi            | IRN  | 23,72    |
| 2     | Shelly Komalam          | MAS  | 25,16    |
| 3     | Abir Barkaoui           | TUN  | 25,47    |
| 4     | Mazoon al-Alawi         | OMA  | 26,09    |
| 5     | Saliha Özyurt           | TUR  | 26,26    |
|       | Shinoona Salah al-Habsi | OMA  | DSQ      |

27. September
Wind: −0,2 m/s

#### 400 m
| Platz | Athletin       | Land | Zeit (s) |
| ----- | -------------- | ---- | -------- |
| 1     | Malika Akkaoui | MAR  | 53,19    |
| 2     | Hasna Grioui   | MAR  | 54,88    |
| 3     | Mariatu Suma   | SLE  | 55,27 PB |
| 4     | Birsen Engin   | TUR  | 55,35    |
| 5     | Abir Barkaoui  | TUR  | 56,84    |
| 6     | Şəfa Məmmədova | AZE  | 58,82    |
| 7     | Mariama Kamara | GUI  | 65,61    |

26. September